# カウ・ティッピング

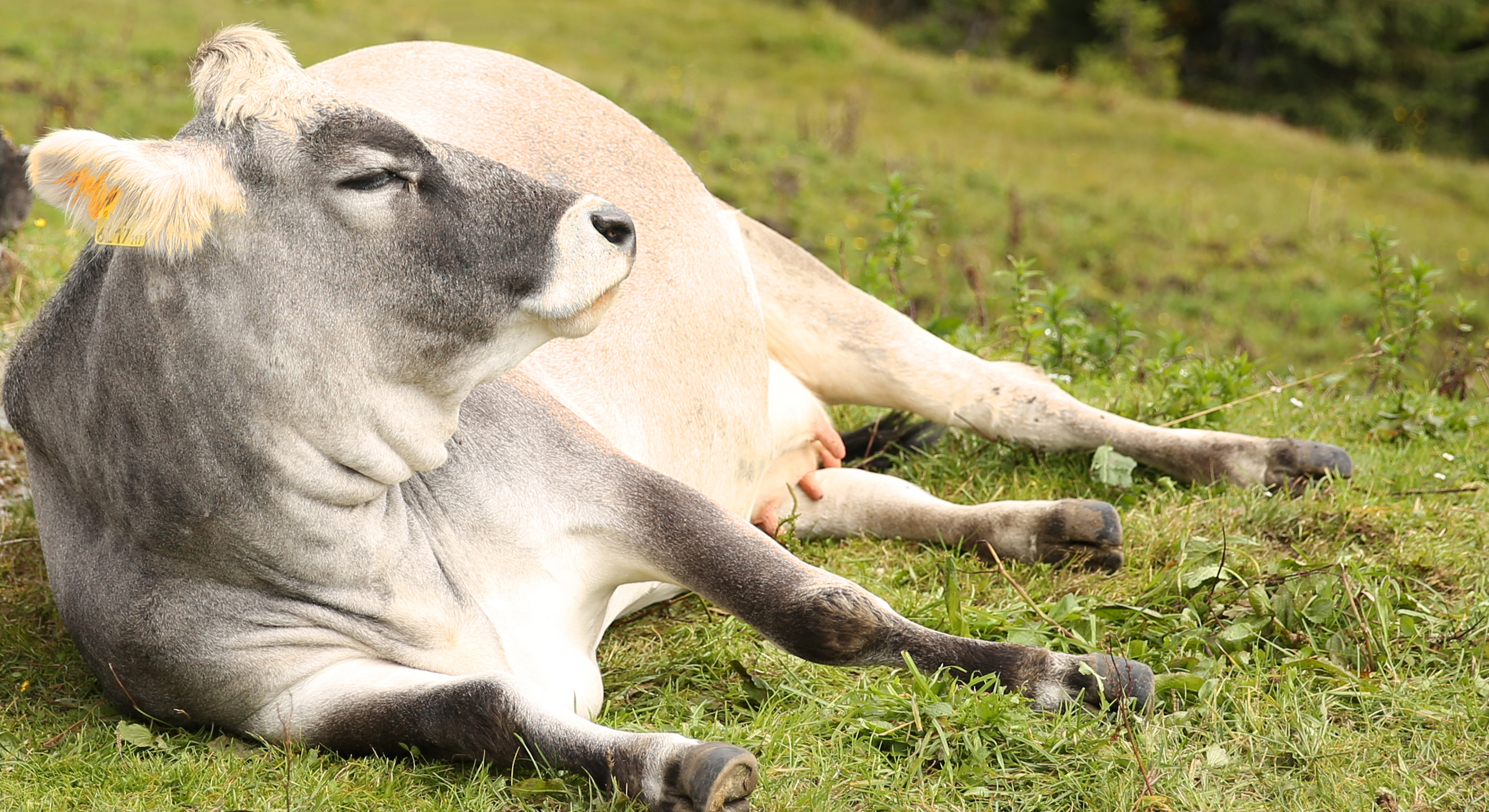
放牧地で、腹を下にして横たわる健康な牛。好きな時に立ち上がることができる。

カウ・ティッピング（英:cow tipping）とは、立っているウシを倒すことに挑戦するアメリカの悪戯である。
アメリカでは「ウシは立ったまま眠るので、眠っているときに横から手で突くと簡単に倒れる」という俗説があり、寝ている（ように見える）ウシに忍び寄り、押し倒す試みをカウ・ティッピングと呼ぶ。実際にはウシは立ったまま熟睡する事はないので、この試みが成功する事はまず無い。
ブリティッシュコロンビア大学のマーゴ・リリーらによって行われた研究では、体高1.45メートル、体重682キログラムのウシを地面に対して66度の角度で押したとき、ウシを横転させるには平均的な強さを持つ大人6人の力に相当する1,360ニュートンもの力が必要である。さらに、ウシは嗅覚と聴覚が敏感なので、近寄る人間が多いほど警戒し、倒されないように踏ん張ると考えられる。故に、従来から定義されているカウ・ティッピングは不可能、という結論を出している。
YouTubeではカウ・ティッピングを試みる動画や、成功したように見せかけた動画が幾つもあり、不可能と薄々知られつつもカウ・ティッピングの伝説は生き続けている。